# Raiffeisenbank Aichhalden-Hardt-Sulgen
Die Raiffeisenbank Aichhalden-Hardt-Sulgen eG ist eine Genossenschaftsbank mit Sitz in der baden-württembergischen Gemeinde Hardt im Landkreis Rottweil.

## Geschichte
Die heutige Raiffeisenbank Aichhalden-Hardt-Sulgen eG wurde am 30. Dezember 1922  in Hardt als Hardter Raiffeisenbank eGmuH gegründet und entstand im Jahr 1999 durch die Dreierfusion der Raiffeisenbank Sulgen eG mit dem Sitz in Sulgen mit der Raiffeisenbank Aichhalden eG mit dem Sitz in Aichhalden und der Hardter Raiffeisenbank eG mit dem Sitz in Hardt.

## Rechtsverhältnisse
Die Raiffeisenbank Aichhalden-Hardt-Sulgen eG ist im Genossenschaftsregister beim Amtsgericht Stuttgart unter GnR 480046 eingetragen.

## Organisationsstruktur
Rechtsgrundlagen sind das Genossenschaftsgesetz und die durch die Generalversammlung beschlossene Satzung. Organe der Bank sind der Vorstand, der Aufsichtsrat und die Generalversammlung.

## Sicherungseinrichtung
Die Raiffeisenbank Aichhalden-Hardt-Sulgen eG ist der amtlich anerkannten Sicherungseinrichtung des Bundesverbandes der Deutschen Volksbanken und Raiffeisenbanken GmbH und der zusätzlichen freiwilligen Sicherungseinrichtung des Bundesverbandes der Deutschen Volksbanken und Raiffeisenbanken e.V. angeschlossen.

## Geschäftsausrichtung
Die Raiffeisenbank Aichhalden-Hardt-Sulgen eG betreibt das Universalbankgeschäft. Im Verbundgeschäft arbeitet sie mit der DZ Bank, R+V Versicherung, Bausparkasse Schwäbisch Hall, Teambank, VR Leasing, DZ Hyp und der Union Investment zusammen.

## Geschäftsgebiet
Das Geschäftsgebiet liegt im Westen des Landkreises Rottweil.
An diesen Orten betreibt die Bank Filialen:
- Hardt (Hauptstelle, jur. Sitz)
- Aichhalden (Geschäftsstelle)
- Sulgen (Geschäftsstelle)